# Opole vojvodskap
Opole vojvodskap eller Oppelns vojvodskap (polska województwo opolskie) är ett vojvodskap i sydvästra Polen, beläget i det historiska landskapet Övre Schlesien, en del av Schlesien. Huvudstad är Opole.

## Historia
För den geografiska regionens historia, se Övre Schlesien. För den tyska provinsen under mellankrigstiden, se provinsen Oberschlesien.
Opole vojvodskap fick sina nuvarande gränser 1 januari 1999 genom den stora administrativa reformen i Polen detta år. Vojvodskapets föregångare under perioden 1950–1975 och 1975–1998 gick under samma namn. 1950 bildades det dåvarande Opole vojvodskap genom utbrytning från det dåvarande Schlesiens vojvodskap. 1975 och 1999 utökades gränserna genom att områden från angränsande vojvodskap anslöts. En planerad avveckling av Opole vojvodskap och uppdelning av regionen mellan Schlesiens vojvodskap och Nedre Schlesiens vojvodskap 1999 genomfördes aldrig, till följd av minoritetsprotester i området.
Regionen utgjorde en del av den preussiska provinsen Schlesien respektive provinsen Oberschlesien mellan 1815 och 1945, men efter Tysklands nederlag i andra världskriget 1945 hamnade regionen öster om Oder-Neisse-linjen och införlivades med Polen, varefter större delen av den tyska befolkningen fördrevs. Opole är dock en av de få regionerna i Polen med en betydande tysk minoritet, som uppgår till cirka 10 procent av regionens befolkning och har garanterats minoritetsrättigheter av den polska staten. Exempelvis är Radłóws kommun (tyska: Radlau) officiellt tvåspråkig, med tyska som andra officiellt språk.

## Administrativ indelning
Vojvodskapet indelas i 11 powiater och huvudstaden Opole, som utgör en självständig stad med powiatstatus. Distriktet Powiat opolski har sitt administrativa säte i Opole men utgör ett separat distrikt.

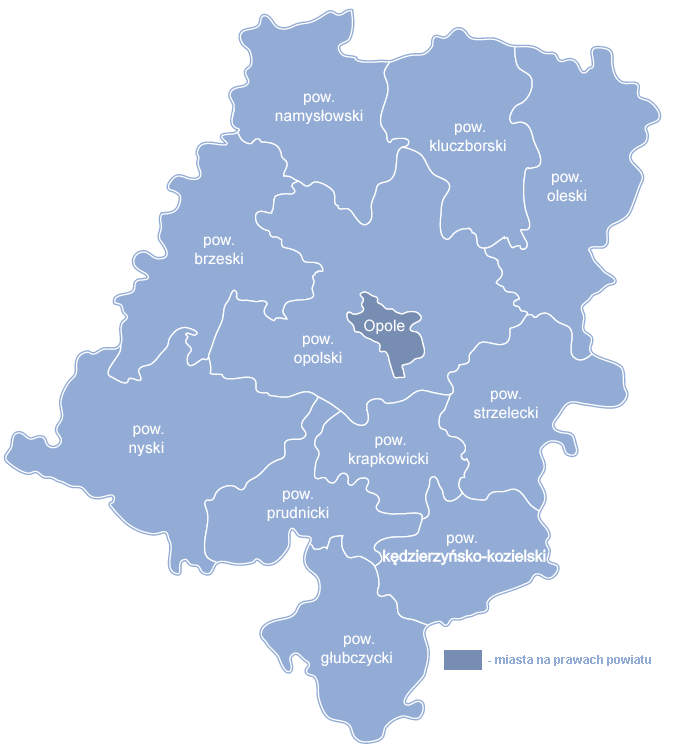
Administrativ indelning i powiater.

| Vapen | Powiat                         | Huvudort              | Yta [km²] | Invånare (30 juni 2014) |
| ----- | ------------------------------ | --------------------- | --------- | ----------------------- |
|       | Powiat brzeski                 | Brzeg                 | 875,96    | 91 782                  |
|       | Powiat głubczycki              | Głubczyce             | 672,63    | 47 367                  |
|       | Powiat kędzierzyńsko-kozielski | Kędzierzyn-Koźle      | 625,13    | 96 929                  |
|       | Powiat kluczborski             | Kluczbork             | 851,91    | 67 108                  |
| –     | Powiat krapkowicki             | Krapkowice            | 441,80    | 65 002                  |
|       | Powiat namysłowski             | Namysłów              | 748,18    | 42 798                  |
|       | Powiat nyski                   | Nysa                  | 1223,88   | 140 193                 |
|       | Powiat oleski                  | Olesno                | 973,38    | 65 527                  |
|       | Opole                          | stad med powiatstatus | 96,55     | 120 031                 |
|       | Powiat opolski                 | Opole (ext. säte)     | 1586,63   | 133 220                 |
|       | Powiat prudnicki               | Prudnik               | 571,55    | 56 673                  |
|       | Powiat strzelecki              | Strzelce Opolskie     | 744,27    | 75 945                  |

## Städer
- Opole
- Kędzierzyn-Koźle
- Nysa
- Brzeg
- Kluczbork
- Prudnik
- Strzelce Opolskie
- Krapkowice
- Namysłów
- Głuchołazy
- Głubczyce
- Zdzieszowice
- Ozimek
- Grodków
- Paczków
- Zawadzkie
- Niemodlin
- Kietrz
- Wołczyn
- Gogolin
- Lewin Brzeski
- Głogówek
- Otmuchów
- Byczyna
- Prószków
- Biała
- Korfantów